# Isabele Benito
 (janvier 2024).
Pour les articles homonymes, voir Benito.
Isabele Benito Rios, mieux connue comme Isabele Benito (née le 24 juillet 1980 à Santo Anastácio), est une journaliste, présentatrice de télévision et animatrice de radio brésilienne.

## Histoire
Diplômée en journalisme de l'Universidade do Oeste Paulista, elle commence sa carrière à Rádio Cultura, une chaîne de radiodiffusion de sa ville natale, Santo Anastácio. Isabele a participé à une émission féminine, sans que l'auditeur n'imagine que, derrière le micro, parlait une jeune fille de 17 ans seulement. À l'âge de 19 ans, il fait ses débuts en direct à la télévision, dans l'émission Revista, sur TV Fronteira, filiale de TV Globo à Presidente Prudente. La première entrée a été, tout de suite, en tant que présentateur. Une préfiguration de ce qui allait arriver.
Dans une interview accordée à l'Université Veiga de Almeida, Isabele a déclaré que même pendant son stage à TV Globo, elle remplissait presque toutes les fonctions au sein d'une télévision. Et il était même caméraman.
Isabele est restée à TV Globo São Paulo pendant 8 ans. Ensuite, elle a été sectorielle à la Bourse de São Paulo via Canal Rural (quand elle appartenait au Grupo RBS) chez BM&F Bovespa, en 2012, elle a été embauchée comme reporter pour SBT à Rio de Janeiro. En janvier 2013, Isabele prend la direction du journal télévisé SBT Rio et se fait connaître grâce à son slogan É dedo na cara! (Français: C'est doigt dans la face !), qu'elle utilise pour dénoncer des irrégularités, des injustices ou pour critiquer quelqu'un ou quelque chose.
Le 23 septembre 2013, SBT a lancé SBT Notícias, sous le commandement de Neila Medeiros. L'actualité a couvert l'actualité du Brésil et du monde, avec des images en direct prises par des hélicoptères répartis dans les villes de São Paulo et de Rio de Janeiro. Neila a présenté à São Paulo, et a eu la participation d'Isabele Benito directement de Rio de Janeiro, tout au long de chaque édition du programme d'information. Mais malheureusement, le journal perdait constamment face à ses concurrents Cidade Alerta et Brasil Urgente, perdait entre 2 et 3 points et fut annulé presque 3 mois après ses débuts.
En février 2014, il fait un bref passage à São Paulo pour présenter SBT Manhã, en remplacement de César Filho, qui couvrait le carnaval de Salvador. Et puis il est retourné dans la capitale Rio de Janeiro.
En décembre de la même année, on lui demande de présenter Notícias da Manhã, couvrant le temps libre de Neila Medeiros.
Le 16 décembre 2017, Isabele a fait ses débuts sur Super Rádio Tupi, le Programa Isabele Benito, diffusé du lundi au vendredi de 10h à 11h. En juillet 2019, il devient chroniqueur au journal O Dia.
Actuellement, il continue de diriger SBT Rio, où il est vice-leader d'audience, juste derrière Globo sur RJTV, suscitant l'intérêt de Record et le renouvellement avec SBT. En mars 2023, il rejoint le programme Fofocalizando, en mai du même année, renouvelé avec SBT jusqu’en 2025.

## Vie privée
Isabele Benito est mariée au directeur financier Marcielo Rios, avec qui elle a un fils, Eduardo, né en 2012.